# 성기완
성기완(1967년 1월 1일~ )은  대한민국의 시인이자 음악가이다. 

## 생애 및 활동
성기완은 1967년 서울에서 태어나 서울대학교 불어불문학과를 졸업하고 동 대학원 박사과정을 수료했다. 부친은 성균관대학교 교수였던 시인 성찬경이다. 그는 1994년 《세계의 문학》 가을호에 시를 발표하며 등단했다.
1999년에는 홍대 앞에서 박현준, 남상아와 함께 모던락 밴드 3호선 버터플라이를 결성하여 2016년 탈퇴할 때까지 17년 동안 밴드를 이끌었다.
2016년에는 서아프리카 뮤지션 아미두 디아바테(Amidou Diabate)(칼레바스, 젬베, 고니, 발라퐁), 한여름(보컬, 키보드), 손경호(드럼, 징)과 함께 아프로아시안싸운드액트(AfroAsianSsoundAct - AA55A)를 결성했다. AA55A는 2018년 1월 첫 음반 《Tresbonbon》을 발표했다. 앨범 발표 후 손경호는 개인활동에 전념하게 되었다. 2018년 동안 무주 산골영화제, 펜타포트 락 페스티벌, 그린플러그드 동해를 비롯한 여러 페스티벌에서 공연을 했다. 
2018년 11월 24일에는 모로코의 라바트에서 개최된 'Visa For Music'에서 공연했는데, 이때 투어 멤버로 서영도(베이스), 김하늘(드럼), 최윤희(키보드)가  참여했다. 2019년 한여름이 앗싸를 떠났으며, 대신 보컬리스트 김도연이 가입했고 드러머 김하늘, 키보디스트 최윤희가 멤버로 합류했다. 
2025년에는 성기완이 3호선 버터플라이에 복귀했으며, 프랑스로 이민을 갔던 남상아가 7년 만에 한국에 임시 귀국하여 밴드는 인천 펜타포트 락 페스티벌의 무대에 다시 섰다.
현재 계원예술대학 융합예술과 사운드 아트 전공 교수로 재직 중이다. 

## 기타 활동
- EBS 라디오, 성기완의 세계음악기행 진행.
- 문지문화원 사이 연구실장  보관됨 2020-11-25 - 웨이백 머신
- 플라이대디, 미스터 소크라테스, 라디오데이즈 영화음악 감독.

## 저서
음악서
- 《영화음악, 현실보다 깊은 소리》, 2003년 4월, 한나래
- 《재즈를 찾아서》, 2001년 9월, 문학과 지성사

시집
- 《당신의 텍스트》, 2008년 6월 27일, 문학과지성사
- 《유리 이야기》, 2003년 9월 4일, 문학과지성사
- 《쇼핑 갔다 오십니까》, 1998년 3월 30일, 문학과지성사
- 《ㄹ》, 2012년 8월 10일, 민음사